# Valenciennea strigata
Espèce
Statut de conservation UICN

 LC  : Préoccupation mineure
 Valenciennea strigata est une espèce de poissons marins de la famille des Gobiidae. Il est commun en aquariophilie où il est maintenu en bac récifal.

## Répartition
Valenciennea strigata est originaire de l'Océan Indien, de la mer Rouge, du golfe Persique, de l'océan Pacifique (de l'Afrique de l'Est jusqu'à l'Australie). Il se rencontre jusqu'à 25 m de profondeur mais, plus généralement, entre 1 et 6 m.
Ce poisson se rencontre dans les pays suivants : Afrique du Sud, Australie, Birmanie, Chine, Comores, États fédérés de Micronésie, Fidji, Guam, Île Christmas, Îles Cocos, Îles Cook, Îles Mariannes du Nord, Îles Marshall, Îles Salomon, Îles mineures éloignées des États-Unis, Inde, Indonésie, Japon, Kenya, Kiribati, La Réunion, Madagascar, Malaisie, Maldives, Maurice, Mayotte, Nauru, Niue, Nouvelle-Calédonie, Palaos, Papouasie-Nouvelle-Guinée, Philippines, Polynésie française, Taïwan, Samoa américaines, Samoa, Seychelles, Sri Lanka, Tanzanie, Terres australes et antarctiques françaises, Territoire britannique de l'océan Indien, Thaïlande, Timor oriental, Tokelau, Tonga, Tuvalu, Vanuatu, Viêt Nam, Wallis-et-Futuna.

## Description
Valenciennea strigata peut mesurer jusqu'à 18 cm de longueur totale. Son corps est fusiforme et de couleur blanc nacré. Il présente six points bleutés sur chaque joues. Sa première nageoire dorsale se termine par une petite tache sombre. Son espérance de vie est donnée pour être d'une année.

## Aquariophilie
Ces poissons ne sont généralement pas agressifs, mais ils peuvent activement protéger leur territoire de leurs congénères.

## Classification
Le nom valide complet (avec auteur) de ce taxon est Valenciennea strigata (Broussonet, 1782).
L'espèce a été initialement classée dans le genre Gobius sous le protonyme Gobius strigatus Broussonet, 1782,.
Valenciennea strigata a pour synonymes :
- Valenciennea strigata arcusbranchiae Fowler, 1946
- Eleotriodes strigatus (Broussonet, 1782)
- Gobiomorus taiboa Lacepède, 1800
- Gobius strigatus Broussonet, 1782
- Valencienea strigata (Broussonet, 1782)
- Valencienna strigata (Broussonet, 1782)
- Valenciennea strigatus (Broussonet, 1782)

### Étymologie
Son épithète spécifique, du latin strigatus, « rayé », fait référence à la strie ou rayure bleuâtre à bords noirs allant de l'angle de la bouche à l'opercule

### Publication originale
- P. M. Augusti Broussonet, Ichthyologia sistens piscium descriptiones et icones (publication), Inconnu, 1782, [lire en ligne].